# Passosa instructa
Passosa instructa is een hooiwagen uit de familie Gonyleptidae.